# C20H19N3O
化学式C20H19N3O（摩尔质量：317.38 g/mol）可能指：
- 奥巴克拉，CAS号：803712-67-6
- 二苄肼基异烟酸，CAS号：88828-42-6

|  | 这个同类索引页列出了具有相同分子式的化学物（即同分異構體）条目。 除非您是有意链接至本页，否则应将相应条目的内部链接指向正确的条目。 |